# 並木 (川口市)
並木（なみき）は、埼玉県川口市の町名。現行行政地名は並木一丁目から四丁目。住居表示実施地区。郵便番号は332-0034。

## 地理
川口市の西部、西川口駅東口周辺に位置する。主に住宅や商業施設が立地する。

## 歴史

### 沿革
- 1975年（昭和50年）8月1日 - 住居表示実施により並木町一丁目・四丁目、青木町三・四丁目の各一部から並木一丁目・四丁目が成立[5]。
- 2018年（平成30年）3月31日 - 地内の川口市立県陽高等学校が閉校する。
- 2019年（平成31年）4月 - 地内の川口市立県陽高等学校跡地に川口市立芝西中学校陽春分校が開校する。

## 世帯数と人口
2018年（平成30年）3月1日現在の世帯数と人口は以下の通りである。
| 丁目       | 世帯数    | 人口     |
| ---------- | --------- | -------- |
| 並木一丁目 | 2,579世帯 | 4,969人  |
| 並木二丁目 | 2,925世帯 | 4,640人  |
| 並木三丁目 | 2,891世帯 | 4,566人  |
| 並木四丁目 | 1,450世帯 | 2,357人  |
| 計         | 9,845世帯 | 16,532人 |

## 小・中学校の学区
市立小・中学校に通う場合、学区（校区）は以下の通りとなる。
| 丁目       | 番地                         | 小学校               | 中学校             |
| ---------- | ---------------------------- | -------------------- | ------------------ |
| 並木一丁目 | 26番13号・49号 27番1号・99号 | 川口市立青木北小学校 | 川口市立青木中学校 |
| 並木一丁目 | その他                       | 川口市立並木小学校   | 川口市立幸並中学校 |
| 並木二丁目 | 全域                         | 川口市立並木小学校   | 川口市立幸並中学校 |
| 並木三丁目 | 全域                         | 川口市立並木小学校   | 川口市立幸並中学校 |
| 並木四丁目 | 全域                         | 川口市立並木小学校   | 川口市立幸並中学校 |

## 交通

### 鉄道
- JR東日本京浜東北線西川口駅

### 道路
- 埼玉県道35号川口上尾線（産業道路）
- 西川口陸橋通り
  - 西川口陸橋
- 青木町公園通り
- 仁志町領家町線
- 新オートレース通り
- 並北通り

## 施設

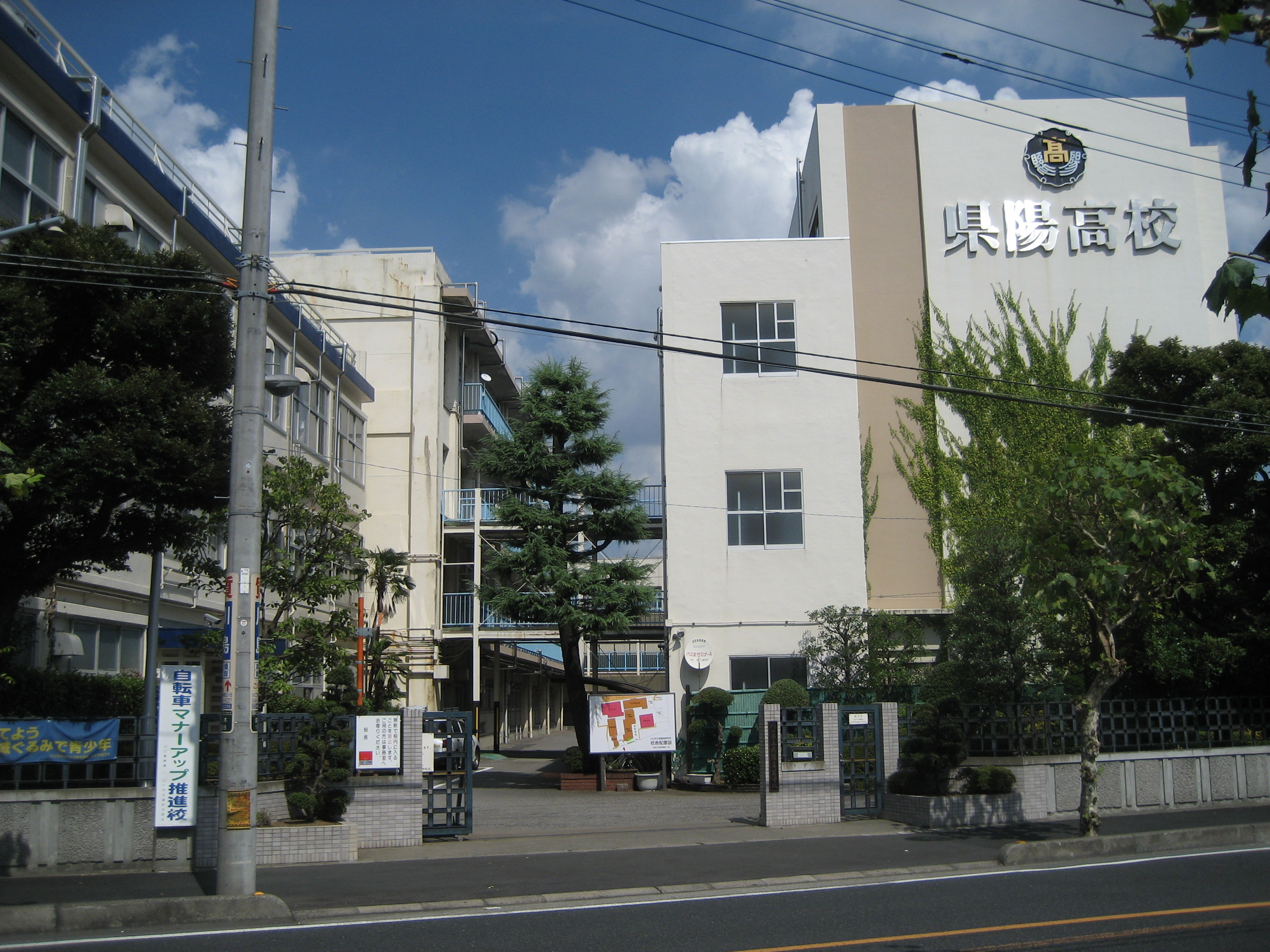
川口市立県陽高等学校

地内にJR東日本西川口駅があり、その駅前およびその周辺に数多くの商業施設が立地する。
一丁目
- 川口市立並木小学校
- 川口市立芝西中学校陽春分校 - 旧川口市立県陽高等学校
- 並木東保育園
- 並木南保育所
- 並木町南公園

二丁目
- 並木公民館
- 並木二丁目会館
- 西川口クマさん保育所
- 並木観音堂
- 並木町児童遊園

三丁目
- 川口並木郵便局
- 並木町北公園
- 並木町西公園

四丁目
- 並木四丁目公園